# Дебан-Скоротецкий, Викентий Иванович
Викентий Иванович Дебан-Скоротецкий (1793—1855) — русский военачальник, генерал-лейтенант, участник Отечественной войны 1812 года, Московский комендант.

## Биография
Родился в 1793 году.
Офицером с 24 мая 1812 года.
Участник Отечественной войны 1812 года.
В декабре 1819 года произведён в капитаны в Гренадерском графа Аракчеева полку; в 1821 году переведён в лейб-гвардии Семёновский полк. Участник подавления восстания на Сенатской площади 14 декабря 1825 года, за что на следующий день пожалован во флигель-адъютанты, а 28 января 1826 года произведён в полковники с переводом  в лейб-гвардии Преображенский полк. Участник подавления восстания в Царстве Польском в 1830—1831 годах.
22 апреля 1834 года произведён в генерал-майоры с назначением состоять при 3-й пехотной дивизии. В 1835 — 1836 годах был командиром 1-й бригады 16-й пехотной дивизии, затем в 1836 — 1840 годах — командиром 1-й бригады 17-й пехотной дивизии, а в 1840 — 1841 годах — резервной дивизией 1-го пехотного корпуса. Позднее был командиром 1-й бригады 3-й пехотной дивизии, 15 мая 1844 года получил назначение командующим 10-й пехотной дивизией и 6 декабря того же года был произведён в генерал-лейтенанты с утверждением в должности начальника дивизии.
Был назначен на должность 2-го московского коменданта, а после смерти в феврале 1853 года генерала К. Г. Сталя занял его место, став первым московским комендантом. Подобно многим своим предшественникам, Дебан-Скоротецкий скончался на посту московского коменданта 18 октября 1855 года и был похоронен на Введенском иноверческом кладбище (11 уч.); надгробный памятник с портретом-барельефом сооружён вдовой генерала. Его могила является объектом культурного наследия.
Преемником Дебан-Скоротецкого на посту московского коменданта стал переведённый из Севастополя генерал И. И. Кизмер.

## Награды
- Орден Святой Анны 4-й степени (1812)
- Орден Святой Анны 2-й степени (1831; императорская корона к этому ордену пожалована в 1834)
- Польский «Знак отличия за военное достоинство» 3-й степени (1832)
- Орден Святого Владимира 4-й степени (1826)
- Орден Святого Владимира 3-й степени (1836)
- Орден Святого Георгия 4-й степени (№ 5351; 6 декабря 1836)
- Орден Святого Станислава 1-й степени (1839)
- Знак отличия за XXXV лет беспорочной службы (1849)
- Орден Святой Анны 1-й степени (1849; императорская корона к этому ордену пожалована в 1851)
- Орден Святого Владимира 2-й степени (1854)